# Чётность функции
Нечётными и чётными называются функции, обладающие симметрией относительно изменения знака аргумента. Это понятие важно во многих областях математического анализа, таких как теория степенных рядов и рядов Фурье. Название связано со свойствами степенных функций: функция {\displaystyle f(x)=x^{n}} чётна, когда {\displaystyle n} чётно, и нечётна, когда {\displaystyle n} нечётно.

— пример нечётной функции

— пример чётной функции

нечётная

ни чётная, ни нечётная

- Нечётная функция — функция, меняющая значение на противоположное при изменении знака независимой переменной (график её симметричен относительно центра координат).
- Чётная функция — функция, не изменяющая своего значения при изменении знака независимой переменной (график её симметричен относительно оси ординат).
- Ни чётная, ни нечётная функция (или функция общего вида). В эту категорию относят функции, не попадающие в предыдущие 2 категории.

## Строгое определение
Определения вводятся для любой симметричной относительно нуля области определения {\displaystyle X\subset \mathbb {R} }, например, отрезка или интервала.
- Функция {\displaystyle f:X\to \mathbb {R} } называется чётной, если справедливо равенство

{\displaystyle f(-x)=f(x),\quad \forall x\in X.}
- Функция называется нечётной, если справедливо равенство

{\displaystyle f(-x)=-f(x),\quad \forall x\in X.}
- Функции, не принадлежащие ни одной из категорий выше, называются ни чётными, ни нечётными (или функциями общего вида).

Функции, принимающие нулевое значение на всей своей области определения, причём эта область определения симметрична относительно нуля, являются одновременно чётными и нечётными; например, функции f(x) = 0 и f(x) = 0/х. Любая функция, являющаяся одновременно чётной и нечётной, тождественно равна нулю на всей своей области определения.

## Свойства
- График нечётной функции симметричен относительно начала координат {\displaystyle O}.
- График чётной функции симметричен относительно оси ординат {\displaystyle Oy}.
- Произвольная функция {\displaystyle f:[-X,X]\subset \mathbb {R} \to \mathbb {R} } может быть единственным образом представлена в виде суммы нечётной и чётной функций:

{\displaystyle f(x)=g(x)+h(x),}
где
{\displaystyle g(x)={\frac {f(x)-f(-x)}{2}},\;h(x)={\frac {f(x)+f(-x)}{2}}.} Функции g(x) и h(x) называются соответственно нечётной частью и чётной частью функции f(x).
- Сумма, разность и вообще любая линейная комбинация чётных функций чётна, а нечётных — нечётна. Поэтому чётные функции образуют линейное векторное пространство над полем действительных чисел, это же справедливо и для нечётных функций.
- Произведение двух функций одной чётности чётно.
- Произведение двух функций разной чётности нечётно.
- Композиция двух нечётных функций нечётна.
- Композиция чётной функции с нечётной чётна.
- Композиция любой функции с чётной чётна (но не наоборот).
- Производная чётной функции нечётна, а нечётной — чётна.
- Для определённых интегралов от чётных функций выполняется равенство

{\displaystyle \int \limits _{-A}^{A}f(x)\;dx=2\int \limits _{0}^{A}f(x)\;dx=2\int \limits _{-A}^{0}f(x)\;dx.}
Соответственно, для определённых интегралов от нечётных функций выполняется равенство
{\displaystyle \int \limits _{-A}^{A}f(x)\;dx=0.}
- Отсюда вытекают соотношения для несобственных интегралов от чётных функций:

{\displaystyle \int \limits _{-\infty }^{\infty }f(x)\;dx=2\int \limits _{0}^{\infty }f(x)\;dx=2\int \limits _{-\infty }^{0}f(x)\;dx}
и от нечётных функций:
{\displaystyle \mathrm {v.p.} \int \limits _{-\infty }^{\infty }f(x)\;dx=0}
(v. p. обозначает главное значение несобственного интеграла по Коши).
- Разложение в ряд Маклорена чётной функции содержит только члены с чётными степенями, а нечётной — только с нечётными.
- Разложение в ряд Фурье периодической чётной функции содержит только члены с косинусами, а периодической нечётной — только с синусами.
- Чётные функции образуют коммутативную алгебру над полем действительных чисел. Однако это неверно для нечётных функций, поскольку их множество незамкнуто относительно умножения (произведение двух нечётных функций является чётной функцией).

## Примеры
Ниже везде {\displaystyle x\in \mathbb {R} .}

### Нечётные функции
- Возведение в степень с нечётным целым показателем: {\displaystyle f(x)=x^{2k+1},} где {\displaystyle k\in \mathbb {Z} } — произвольное целое число.
- Сигнум: {\displaystyle f(x)={\begin{cases}\ \ 1,&x>0\\\ \ 0,&x=0\\-1,&x<0\end{cases}}}
- Кубический корень {\displaystyle y={\sqrt[{3}]{x}}} и вообще корень любой положительной нечётной степени {\displaystyle y={\sqrt[{2k+1}]{x}},\quad k\in \mathbb {N} .}
- Тригонометрические функции: синус {\displaystyle f(x)=\sin x,} тангенс {\displaystyle f(x)=\operatorname {tg} x,} котангенс {\displaystyle f(x)=\operatorname {ctg} x,} косеканс {\displaystyle f(x)=\operatorname {cosec} x.}
- Обратные тригонометрические функции: арксинус {\displaystyle f(x)=\arcsin x,} арктангенс {\displaystyle f(x)=\operatorname {arctg} x,} арккосеканс {\displaystyle f(x)=\operatorname {arccosec} x.}
- Гиперболические функции: гиперболический синус, гиперболический тангенс, гиперболический котангенс и гиперболический косеканс.
- Обратные гиперболические функции: ареасинус, ареатангенс, ареакотангенс, ареакосеканс.
- Специальные и обобщённые функции:
  - Функция Гудермана {\displaystyle f(x)=\operatorname {gd} x=\operatorname {arctg} (\operatorname {sh} x)} и обратная функция Гудермана {\displaystyle f(x)=\operatorname {arcgd} x=\operatorname {arch} (\sec x).}
  - Интегральный синус {\displaystyle f(x)=\operatorname {Si} x.}
  - Функция ошибок {\displaystyle f(x)=\operatorname {erf} x} и обратная функция ошибок {\displaystyle f(x)=\operatorname {erf} ^{-1}x.}
  - Функция Доусона.
  - Хи-функция Лежандра.
  - Функции Матьё sei(x).
  - Функция Радемахера.

### Чётные функции
- Возведение в степень с чётным целым показателем: {\displaystyle f(x)=x^{2k},} где {\displaystyle k\in \mathbb {Z} } — произвольное целое число.
- Абсолютная величина (модуль): {\displaystyle f(x)=|x|.}
- Константная функция: {\displaystyle f(x)=a.}
- Тригонометрические функции: косинус {\displaystyle f(x)=\cos x,} секанс {\displaystyle f(x)=\sec x}
- Гиперболические функции: гиперболический косинус, гиперболический секанс.
- Специальные и обобщённые функции:
  - Дельта-функция Дирака {\displaystyle f(x)=\delta (x).}
  - Функция Гаусса {\displaystyle f(x)=a\exp \left(-{\frac {(x-b)^{2}}{2c^{2}}}\right)} при b=0.
  - Функция Дирихле.
  - Кардинальный синус sinc x (как нормированный, так и ненормированный).
  - Функции Матьё cei(x).